# Dilan Belalcázar
Dilan Belalcázar (Palmira, Colombia, 10 de febrero de 2000) es un balonmanista colombiano, formado en el colegio Hispanoamericano de Cali, que actualmente juega en el PROIN Triana en la Primera División Nacional, tras jugar en varias campañas en la Andebol 1.

## Trayectoria
Se formó como jugador en el Colegio Hispanoamericano de Cali. Participó en el programa Valle Oro Puro liderado por la Gobernación del Departamento e Indervalle (Instituto del Deporte La Educación Física y la Recreación del Valle Del Cauca). Con la selección vallecaucana consiguió la clasificación para los Juegos Nacionales de 2019 celebrados en Barranquilla. Al año siguiente llegó a Lisboa con tan solo 19 años de edad, siendo el refuerzo más joven del Benfica para la temporada 2020/21. En ese mismo año 2020 disputó con su selección nacional sub-23 el Campeonato Suramericano Masculino de Balonmano que se disputó en Cali.
Al poco tiempo pasó cedido, hasta final de temporada, al AD Sanjoanense para suplir la baja del jugador Danilo Vásquez.
En la temporada 2022/23 el fichado por el BM PROIN Triana, tras permanecer el año anterior en el club luso del Andebol Club Lamego. En el club trianero permanece en la actualidad con el objetivo de alcanzar la División de Honor Plata.

## Historial de Temporadas
| Temporada | Liga                              | Equipo          | Fase         | Goles | Partidos | Media |
| --------- | --------------------------------- | --------------- | ------------ | ----- | -------- | ----- |
| 2022/2023 | Primera División Nacional Grupo F | CB PROIN Triana | -            | 63    | 28       | 2,25  |
| 2023/2024 | 1ª División Gr.F                  | CB PROIN Triana | 1ª Fase      | 72    | 26       | 2,77  |
| 2023/2024 | 1ª División Gr.F                  | CB PROIN Triana | Fase Ascenso | 13    | 3        | 4,33  |

- Actualizado a final Temporada 2023/24